# Waichirō Ōmura
Waichirō Ōmura (大村 和市郎?, Ōmura Waichirō; Prefettura di Shizuoka, 1º gennaio 1933 – ...) è stato un calciatore giapponese, di ruolo centrocampista.